# Friedrich Kehrmann
Johann August Ludwig Friedrich Kehrmann (* 8. Mai 1864 in Koblenz; † 4. März 1929 in Lausanne) war ein deutscher Chemiker, der überwiegend in der Schweiz lebte und wirkte.

## Kindheit und Studium
Friedrich Kehrmann war das älteste von vier Kindern des Champagnerfabrikanten und Weinhändlers Carl Otto Kehrmann. Sein Bruder war der Maler Jean Louis Kehrmann. Schon früh interessierte er sich für die Naturwissenschaften, sammelte Schmetterlinge und Mineralien. Im Alter von 17 Jahren stellte er im provisorischen Laboratorium auf dem Dachboden des väterlichen Hauses Phosphorwolframsäure her und synthetisierte Komplexverbindungen. Sein Fachwissen erarbeitete er sich zu dieser Zeit autodidaktisch aus dem „Kurzen Lehrbuch der anorganischen Chemie“ von Adolph Strecker. 1884 begann er im Labor Fresenius in Wiesbaden Methoden der analytischen Chemie zu studieren; bereits ein Jahr später wurde er zum Assistenten von Carl Remigius Fresenius ernannt. Sein Studium schloss er im Sommer 1886 an der Universität in Bonn ab. Im Herbst desselben Jahres zog er nach Basel, um dort unter Anleitung von Rudolf Nietzki seine Dissertation vorzubereiten, die er 1887 vollendete („Beiträge zur Kenntnis der Chinone und verwandter Körper“).

## Wirken
Wenig später, im Herbst des Jahres 1887, trat er eine Stelle als Assistenzprofessor von Adolf Claus an der Universität Freiburg im Breisgau an. Zu dieser Zeit forschte und veröffentlichte er eine Reihe von Arbeiten zu Chinonen und iodierten Phenolsulfonsäuren und beobachtete erstmals das Phänomen der sterischen Hinderung.
Zwischen 1890 und 1893 übernahm er die Funktion eines Assistenten an der Polytechnischen Schule in Aachen unter Alexander Classen. Dort setzte er seine Forschungen über Phosphorwolframsäuren und mineralische Komplexe fort und entdeckte eine Methode zur elektrolytischen Zersetzung von Cobaltverbindungen. Weiterhin beschäftigte er sich intensiv mit Chinonen und Azin-Farbstoffen, entwickelte eine neue Methode zur Synthese der Eurhodine und der Rosinduline und publizierte eine allgemeine Theorie über die sterischen Hinderung.
Im Herbst 1893 wurde er zum Assistenzprofessor von Carl Graebe an der Universität Genf ernannt. Ab 1895 war er Privatdozent für organischen Chemie und leitete in den folgenden Jahren mehr als 70 Doktorarbeiten an. Seine Arbeitsgebiete lagen hauptsächlich in der Untersuchung der Chinone und Chinonfarbstoffe: Azine, Oxazine, Thiazine und ähnliche Verbindungsklassen. Weiterhin sammelte er wesentliche Erkenntnisse über Oxonium- und Carboniumsalze.
Aufgrund der spärlichen finanziellen Ausstattung sah er sich gezwungen, 1902 einen Ruf in die Industrie anzunehmen und wechselte zu den Cassella Farbwerken in Frankfurt am Main. Doch die Tätigkeit dort erfüllte ihn nicht, 1905 zog er zurück nach Genf und setzte seine Arbeit trotz der wirtschaftlichen Probleme zunächst fort. 1907 wurde Kehrmann zum Professor für organische Chemie an der École nationale supérieure de chimie de Mulhouse unter Direktor Emilio Noelting ernannt. Dort setzte er neben der Lehre seine Forschungen fort und betreute eine Reihe von Doktorarbeiten.
1909 heiratete er Maria Pfenning, die er in Genf kennengelernt hatte. Ein Jahr später folgte er einem Ruf an die Universität Lausanne und wurde verantwortlich für die Lehre der organische Chemie und Farbstoffe. In Lausanne blieb er schließlich bis zu seinem Tod und betreute während dieser Zeit mehr als 80 Doktorarbeiten.

## Veröffentlichungen
Kehrmann veröffentlichte zwischen 1886 und 1928 insgesamt 336 wissenschaftliche Abhandlungen, hauptsächlich in den Chemischen Berichten, den Annalen der Chemie und in Helvetica Chimica Acta. Eine fünfbändige Reihe „Gesammelte Abhandlungen“ erschien zwischen 1922 und 1928 im Thieme Verlag. Daneben war er Autor des Kapitels Oxonium-Verbindungen im Houben-Weyl und hielt eine Reihe von Patenten.